# Stjernswärdska monumentet

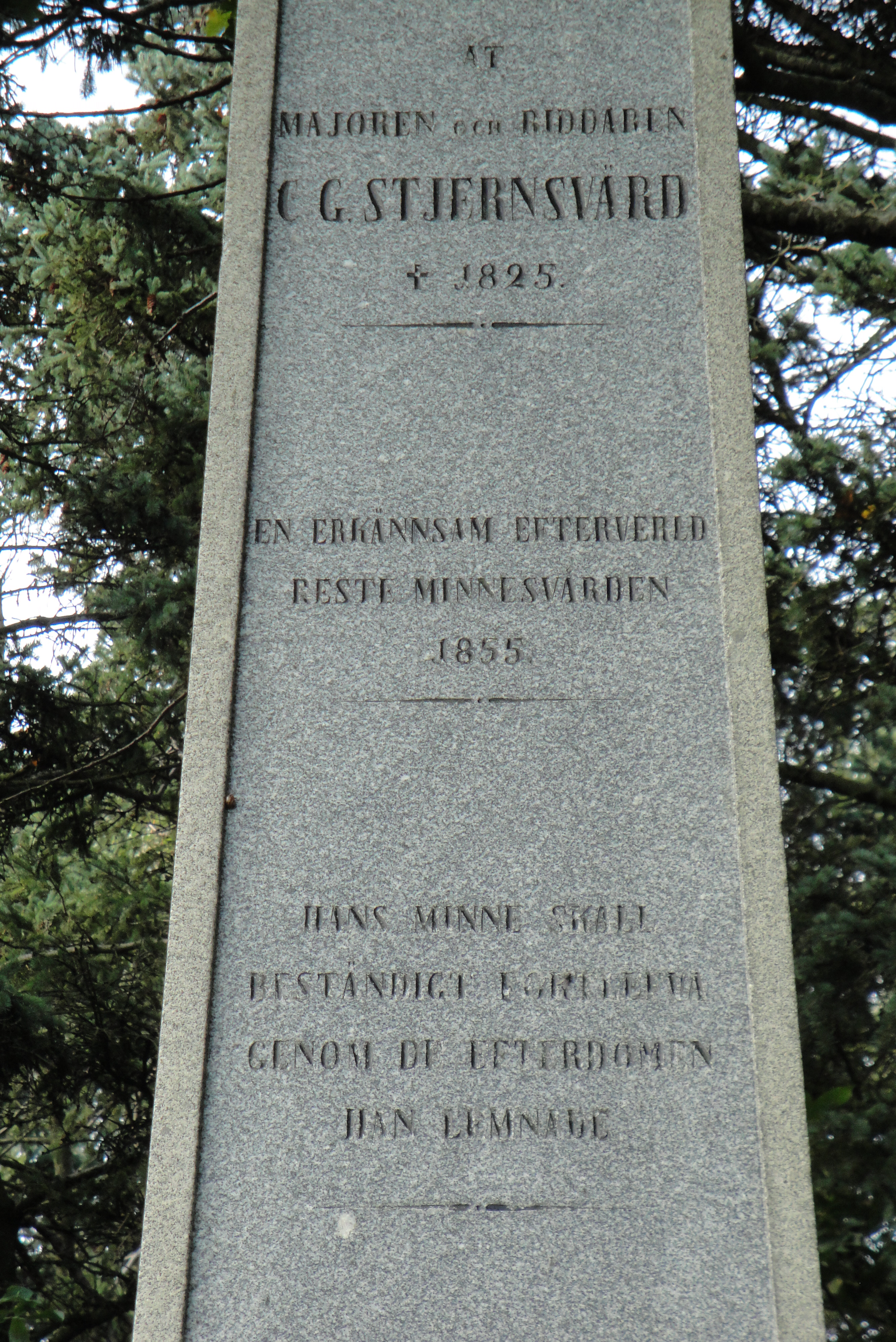
Stjernswärdska monumentet text fram RÄ Hjärnarp 78 1

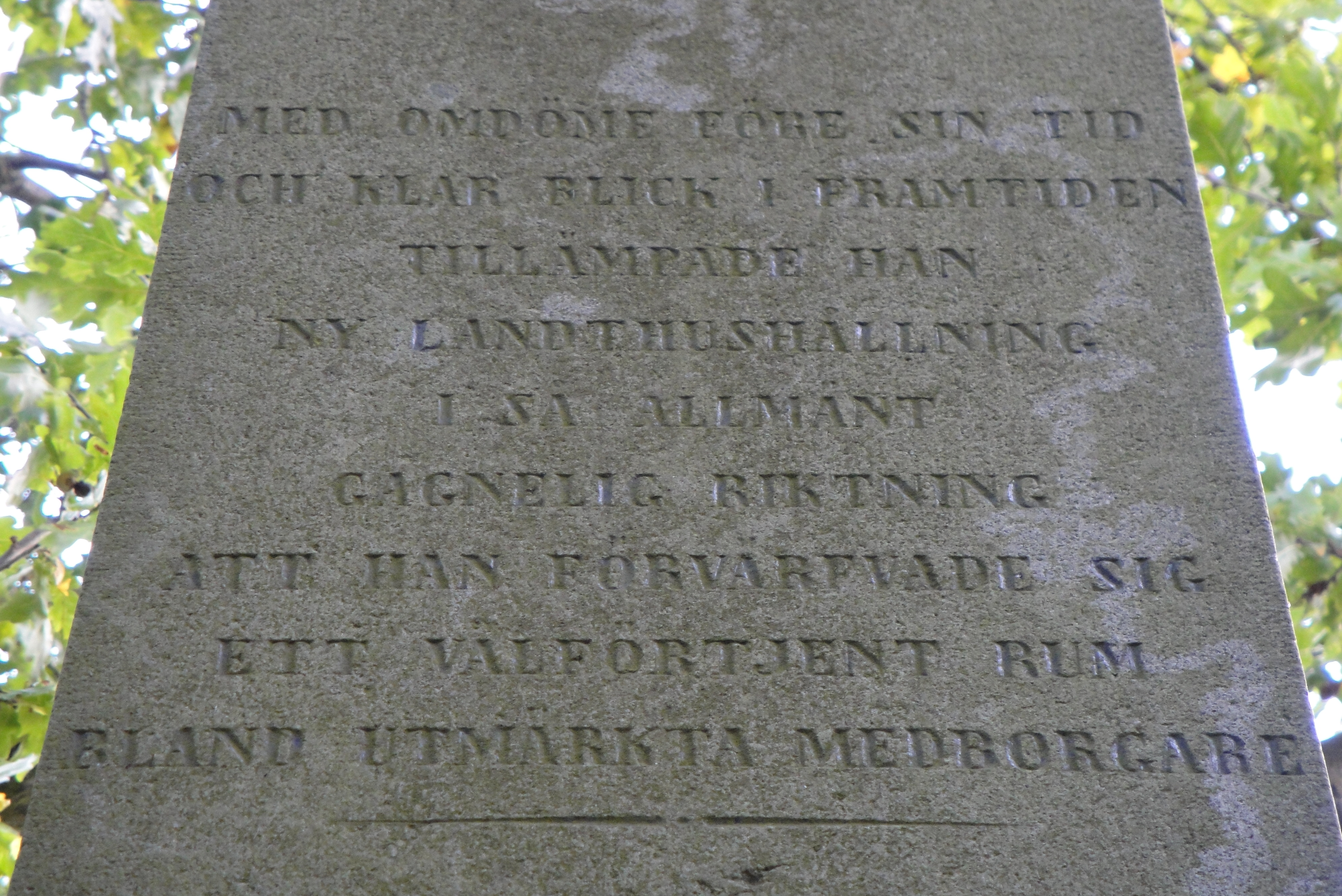
Stjernswärdska monumentet tex baksida RÄ Hjärnarp 78 1

Stjernswärdska monumentet är ett monument utanför Ängelholm i Skåne. Det är beläget vid Ängelholms flygplats. Den fyra meter höga minnesstenen av granit restes 1855 till minne av Carl Georg Stiernswärd.